# Frederik IV van Zwaben
Frederik IV van Zwaben (1145 — Rome, 19 augustus 1167) was van 1152 tot 1167 hertog van Zwaben.

## Levensloop
Hij was de zoon van Koenraad III van het Heilig Roomse Rijk en Gertrude van Sulzbach. Frederik was in feite erfgenaam, maar op zijn sterfbed benoemde Koenraad in 1152 zijn neef Frederik III van Zwaben tot zijn erfgenaam. Frederik III besteeg de troon onder de naam Frederik I Barbarossa en Frederik IV volgde hem op als hertog van Zwaben.
Frederik IV nam deel aan de campagnes van Frederik Barbarossa in Italië. Toen in 1167 Rome werd bezet, brak er echter malaria uit bij de Duitse troepen. Aan deze ziekte bezweek Frederik IV. Omdat zijn korte huwelijk met Gertrude van Beieren kinderloos was gebleven, werd hij als hertog van Zwaben opgevolgd door Frederik V, de driejarige zoon van Frederik Barbarossa.